# Карако (одежда)

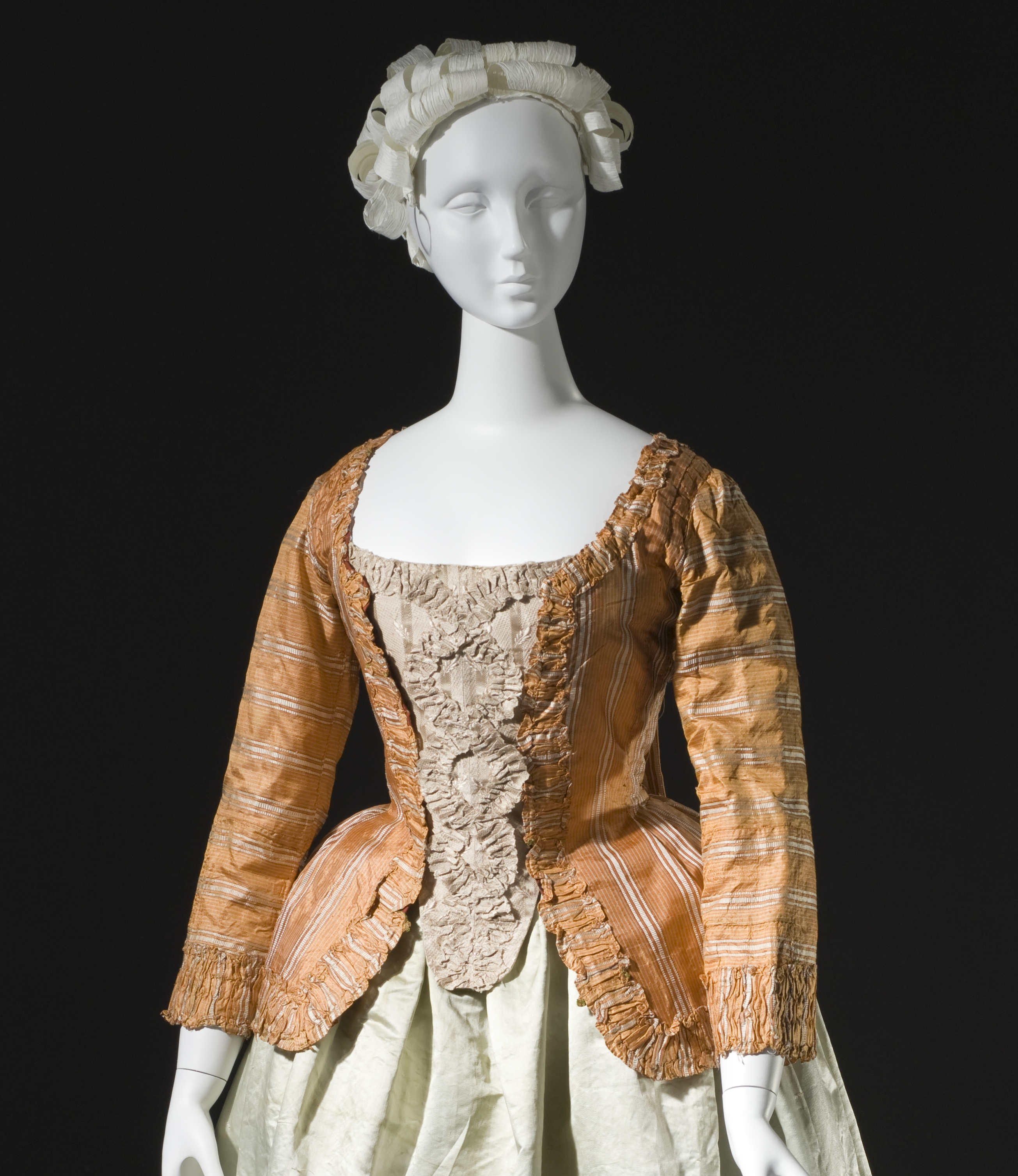
Шёлковый карако с декорированным стомаком спереди. LACMA

Карако (англ. Caraco) — дамский жакет с рукавами «три четверти», популярный во второй половине XVIII века. Карако представлял собой приталенную распашную куртку, длина которой, как правило, доходила до бедер. Наиболее типичны были карако с длиной рукава «три четверти», однако встречались модели с рукавами длиной до локтя (в том числе рукава «а-ля пагода» с кружевной отделкой) или до запястья. Как и платья того периода, некоторые карако снабжались сзади отделкой в виде складок — либо двух продольных, как на «платье по-французски», либо присборенных от уровня талии. Чаще всего карако шились из набивного хлопка или льна.
Карако появились в 1760-е годы во Франции как неформальная одежда, берущая начало от одежды рабочего класса. В ансамбле со стеганой нижней юбкой и снабженный декоративным элементом — стомаком, жакет-карако вошел в моду в качестве повседневной одежды женщин из среднего и даже высшего класса. Довольно часто карако носили с юбкой одного с ним оттенка, что визуально делало ансамбль похожим на цельноскроенное платье. Такой вариант был дешевле, так как на пошив уходило меньшее количество ткани, а также позволял сочетать карако с разными юбками, что позволяло с меньшими затратами разнообразить свой гардероб. Поскольку карако, как и большинство платьев XVIII века, предполагал вырез, обнажающий шею и зону декольте, считалось приличным в дневное время прикрывать шею платком из тонкой светлой ткани — фишю.
На рубеже XVIII—XIX веков, с приходом ампирной моды, карако был заменен спенсером — коротким жакетом с длинными рукавами, который носился с ампирным платьем с высокой талией.